# Grundsteuer: Zeitgemäß!
Der Aufruf Grundsteuer: Zeitgemäß! ist ein loser Zusammenschluss von Verbänden, Bürgermeistern und Einzelpersonen, der sich dafür einsetzt, das geltende Grundsteuerrecht zu reformieren.

## Gründung und Ziele
Der Aufruf entstand aus einer Projektpartnerschaft zwischen dem Naturschutzbund Deutschland und Dirk Löhr (Umwelt-Campus Birkenfeld). Die Erstunterzeichner des Aufrufs vom 13. Dezember 2012 sind Martin Finzel (Bürgermeister Ahorn), Anton Knapp (bis Ende Juli 2016 Bürgermeister Hüfingen), Walter Lampe (bis Ende 2014 Bürgermeister Oberharz), Jürgen Lübbers (Bürgermeister Barnstorf), Klaus Lütkefedder (Bürgermeister Wallmerod), Boris Palmer (Oberbürgermeister Tübingen, ehemals Bündnis 90/Grüne), Olaf Tschimpke (Präsident des Naturschutzbundes Deutschland) sowie Dirk Löhr.
Laut eigenem Bekunden „appellieren“ die Aufruf-Unterstützer „an den Bund und die Länder, die ‚reine Bodenwertsteuer‘ und die ‚kombinierte Bodenwert- und Bodenflächensteuer‘ in ihre Überlegungen zur Reform der Grundsteuer einzubeziehen.“

## Aktivitäten und Positionen
Die Akteure um den Aufruf betreiben Aufklärungs- und Pressearbeit, begleiten die Reformbemühungen mit regelmäßiger Berichterstattung und eigenen Beiträgen, sammeln Fachliteratur und bündeln die Interessen der Unterstützer.
Der Aufruf verweist u. a. auf einen kommunalen Praxistest, aus dem die „Reine Bodenwertsteuer“ und die „Kombinierte Bodenwert- und Bodenflächensteuer“ als vorzugswürdig hervorgegangen seien, sowie auf deren positive Wirkungen auf den Umgang mit dem knappen Gut Fläche, die innerörtliche Aktivierung von Flächen für Wohnen und Gewerbe, die mit der Angebotserhöhung im Zusammenhang stehende Senkung der Mieten, und auf die notwendigen Investitionen in den Gebäudebestand.
Die Akteure des Aufrufs nehmen regelmäßig mit eigenen Beiträgen Stellung zu kursierenden Reform-Alternativen (etwa zum Kostenwertmodell, zum Flächenmodell oder zum Mietwertmodell) oder publizierten Studien.
Auf Bundesebene wurde am 18. Oktober 2019 und 8. November 2019 ein Gesetzespaket verabschiedet, das eine Reform der Grundsteuer zum Ziel hatte. Die Gesetzgeber haben sich nicht den Vorschlägen von »Grundsteuer: Zeitgemäß!« angeschlossen. Das Gesetzespaket sah auch eine Neufassung des Art. 77 GG vor, womit den Bundesländern ermöglicht wird, durch eigene Landesgrundsteuer-Gesetze vom verabschiedeten Bundesmodell abzuweichen. Die Initiatoren des Aufrufs werben nach eigenem Bekunden bei den Bundesländern dafür, diese Option zu nutzen.

## Unterstützer
Dem Aufruf haben sich seit der Gründung eine Vielzahl von weiteren Organisationen, Bürgermeistern und Privatpersonen angeschlossen, darunter der Deutsche Mieterbund, die Deutsche Umwelthilfe, der Bund Deutscher Architekten, der vhw – Bundesverband für Wohnen und Stadtentwicklung, die Vereinigung für Ökologische Ökonomie und die Initiative für Natürliche Wirtschaftsordnung (INWO).

## Rezeption
Im Oktober 2015 wurden die von „Grundsteuer: Zeitgemäß!“ genannten Vorteile durch eine Studie des Instituts der deutschen Wirtschaft (IW) Köln bestätigt, welches im Ergebnis die Ausgestaltung der Grundsteuer als Bodensteuer empfiehlt.
Das Grundsteuerrecht ist stetigen Reformversuchen unterworfen. Zuletzt erreichte ein Gesetzesantrag des Bundesrates im Dezember 2016 den Bundestag, wurde dort aber nicht behandelt. Seit der Bundestagswahl 2017 und gemäß dem geltenden Diskontinuitätsprinzip, liegt es nun wieder am Bundesrat, dem Bundestag einen neuen Gesetzantrag vorzulegen. Nach Aussagen des Bund für Umwelt und Naturschutz Deutschland e.V. (BUND) ist die Reform „längst überfällig“.
Seitdem das Bundesverfassungsgericht in seinem Urteil vom 10. April 2018 die Verfassungswidrigkeit des geltenden Grundsteuerrechts festgestellt und eine Reform bis zum 31. Dezember 2019 gefordert hat, ist ein vermehrtes Interesse an den Reformvorschlägen von „Grundsteuer: Zeitgemäß!“ feststellbar.
Das Bundesland Baden-Württemberg hat im November 2020 eine Bodenwertsteuer verabschiedet.